# Pyrgulopsis thompsoni
Pyrgulopsis thompsoni är en snäckart som beskrevs av Robert Hershler 1988. Pyrgulopsis thompsoni ingår i släktet Pyrgulopsis och familjen tusensnäckor. IUCN kategoriserar arten globalt som nära hotad. Inga underarter finns listade i Catalogue of Life.